# Champ funéraire

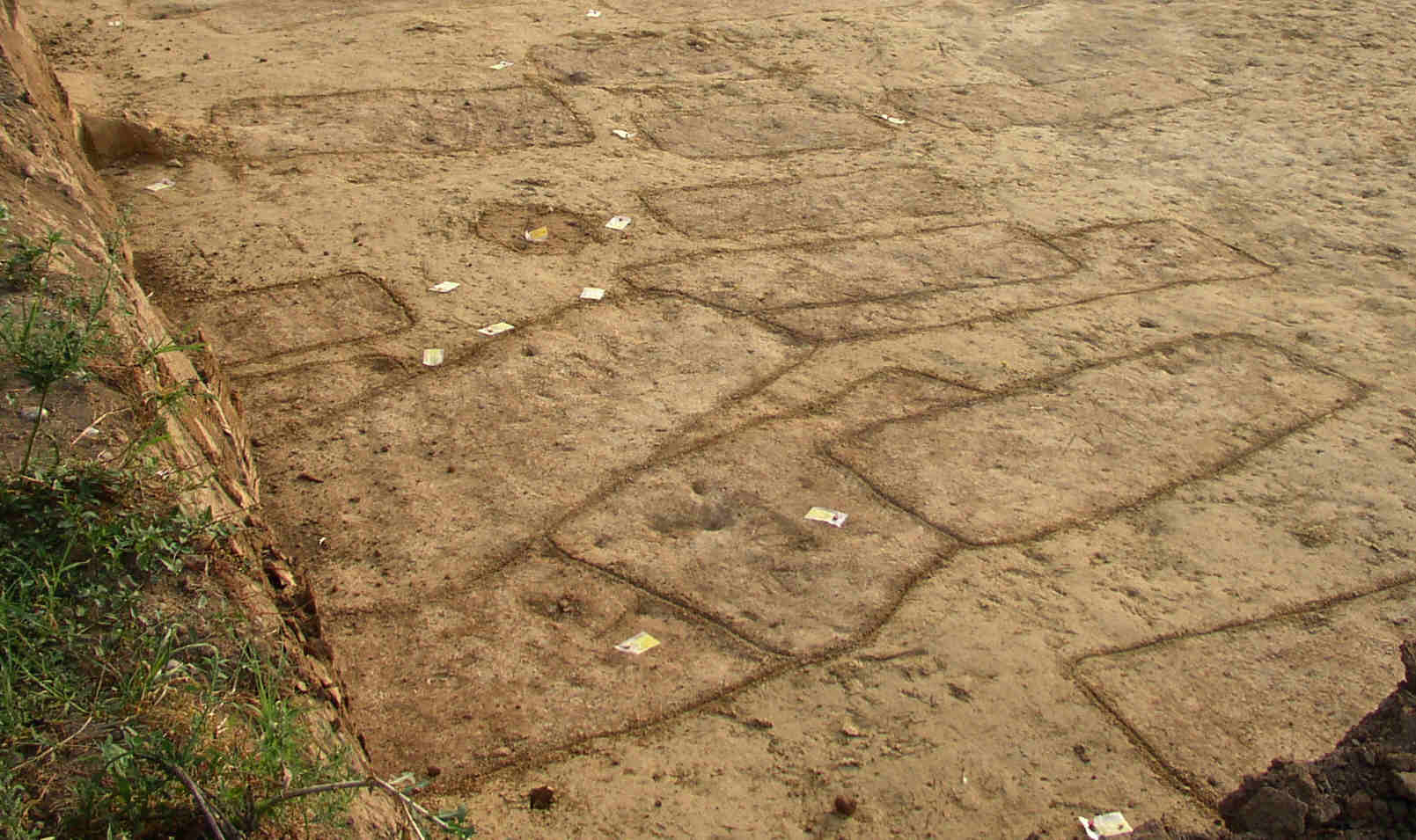
Excavation d'un espace funéraire alémanique à Sasbach.

Un champ funéraire est un groupement de sépultures caractérisé par l'absence initiale de structures hors sol ou de monuments comme les stèles funéraires. Il se distingue des nécropoles antiques dont les sépultures monumentales sont séparées des lieux de culte, et du cimetière médiéval qui voit l'extension de la consécration des lieux de culte à leur environnement funéraire sacralisé.
Beaucoup de champs funéraires correspondent à la période préhistorique, typiquement de l'âge du bronze en Europe et l'âge du fer et regroupent des tombes à crémation ou à inhumation, ils peuvent également désigner des « cimetières » mérovingiens, gallo-romains, etc.

## Types
Les espaces funéraires peuvent être classés selon le type de rite funéraire :
- champ de tumulus (kourgane)
- « cimetières[2] » par rangées
- ossuaires
- tombes à fosses
- civilisation des champs d'urnes

## Espaces funéraires celtiques
Civilisation de Hallstatt
- Kinding-Ilbling, Arrondissement d'Eichstätt, Allemagne

La Tène
- Münsingen-Rain, Berne, Suisse

## Espaces funéraires d'Europe du Nord

### Scandinavie
Âge du bronze danois

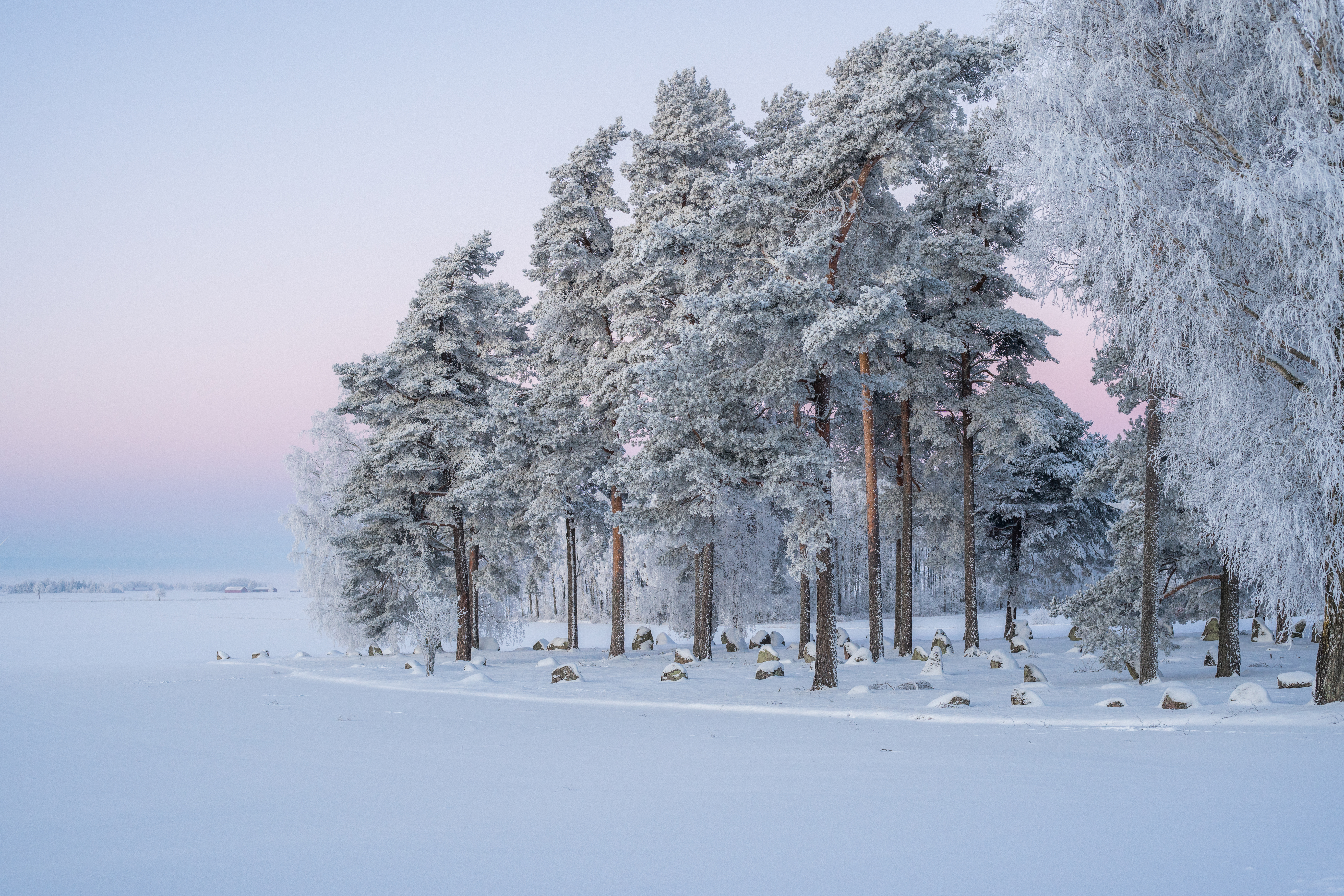
Champ funéraire à Lidköping (commune), Suède. Janvier 2018.

- Site funéraire de l'âge du bronze de Sammallahdenmäki, Finlande
- Ekornavallen, Falköping, Suède
- Gettlinge, Öland, Suède
- Itzehoe tumulus, Germany

Âge de Vendel
- Greby, Bohuslän, Suède
- Smålandsstenar, Gislaved, Suède
- Trullhalsar, Gotland, Suède
- Blomsholm, Bohuslän, Suède
- Högom, Medelpad, Suède
- Vätteryd, Comté de Scanie, Suède
- Champ funéraire d'Hjortsberga, Blekinge, Suède
- Li, Halland, Suède
- Valsgärde, Comté d'Uppsala, Suède

Âge des Vikings
- Järvsta, Gävle, Suède

### Basses-terres d'Europe du Nord
Culture de Jastorf
- Mühlen Eichsen, Schwerin, Allemagne

## Espaces funéraires alémaniques et mérovingiens

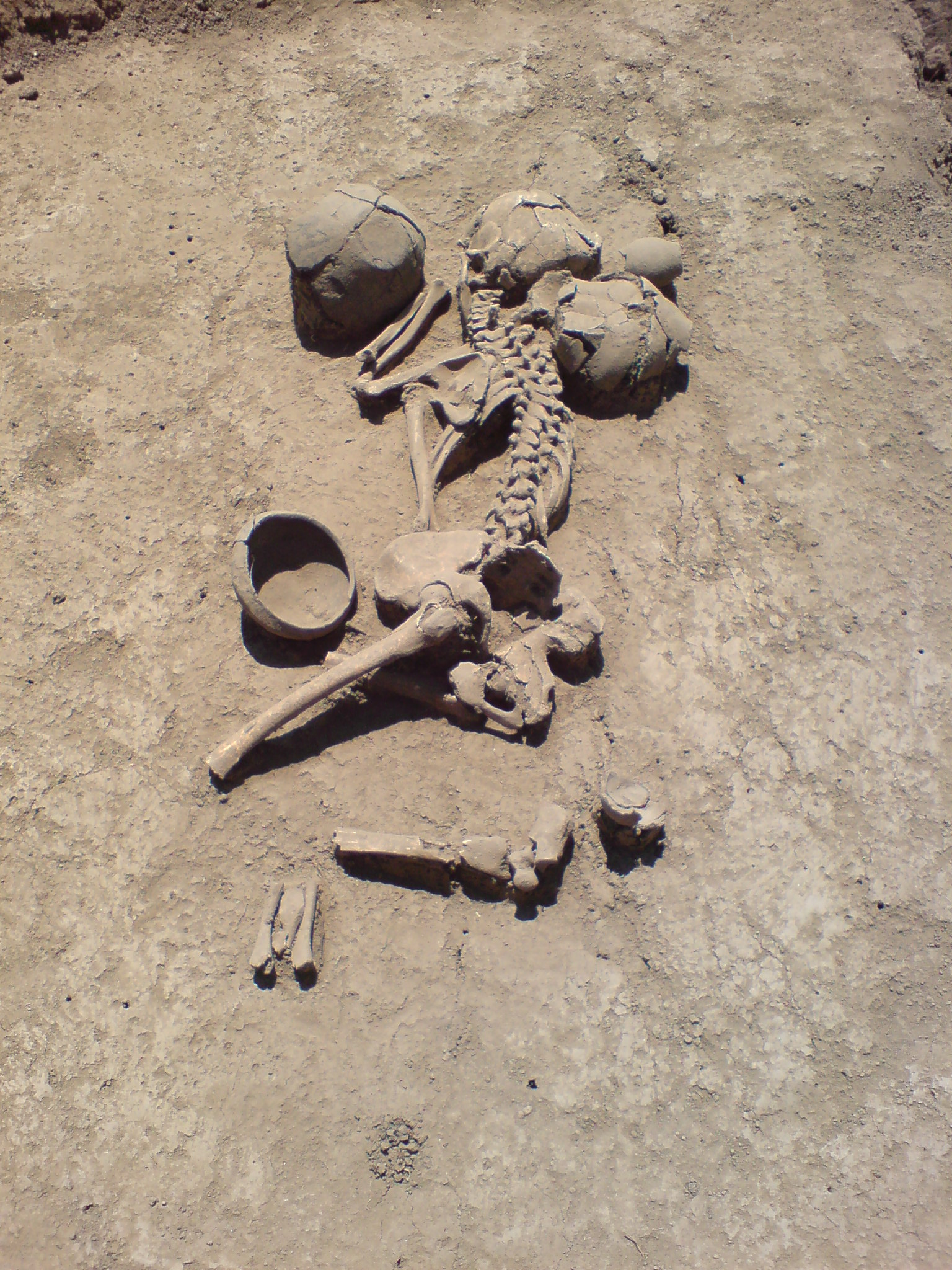
Un squelette méotes d'un champ funéraire du Kraï de Krasnodar, Russie

Les espaces funéraires alémaniques et mérovingiens apparaissent au Ve siècle. Avant le milieu du Ve siècle, les espaces funéraires sont de petite taille, comprenant souvent moins de cinq tombes et correspondant probablement à une ferme individuelle ou une famille. La rareté des tombes au cours de cette période peut s'expliquer par la pratique de crémations. Au milieu du Ve siècle, le rite funéraire évolue, les espaces funéraires s'agrandissent, les tombes sont alignées en rangées sur un terrain élevé, en dehors des habitats. La disposition des tombes est souvent d'est en ouest - la tête des dépouilles tournée vers l'est
La christianisation des « barbares » au VIIe siècle voit la disparition de ces champs funéraires, les morts sont désormais inhumés et non plus incinérés dans les cimetières près des églises.

### Sources
- (en) Cet article est partiellement ou en totalité issu de l’article de Wikipédia en anglais intitulé « Grave field » (voir la liste des auteurs).